# عملات أيرلندا
إصدرت العملات المعدنية الأيرلندية من قبل مجموعة متنوعة من السلطات المحلية والوطنية، والملوك الإقليميين القدماء والملوك الكبار في أيرلندا، ومملكة أيرلندا (1541-1801)، والمملكة المتحدة لبريطانيا العظمى وأيرلندا (1801-1922)، ودولة أيرلندا الحرة (1922-1937)، وجمهورية أيرلندا الحالية. منذ عام 2002، بدأت جمهورية أيرلندا في سك عملات اليورو، والتي تحمل رموزًا مثل الكتان والقيثارة.

## التاريخ

### عملات هيبرنو نورسية

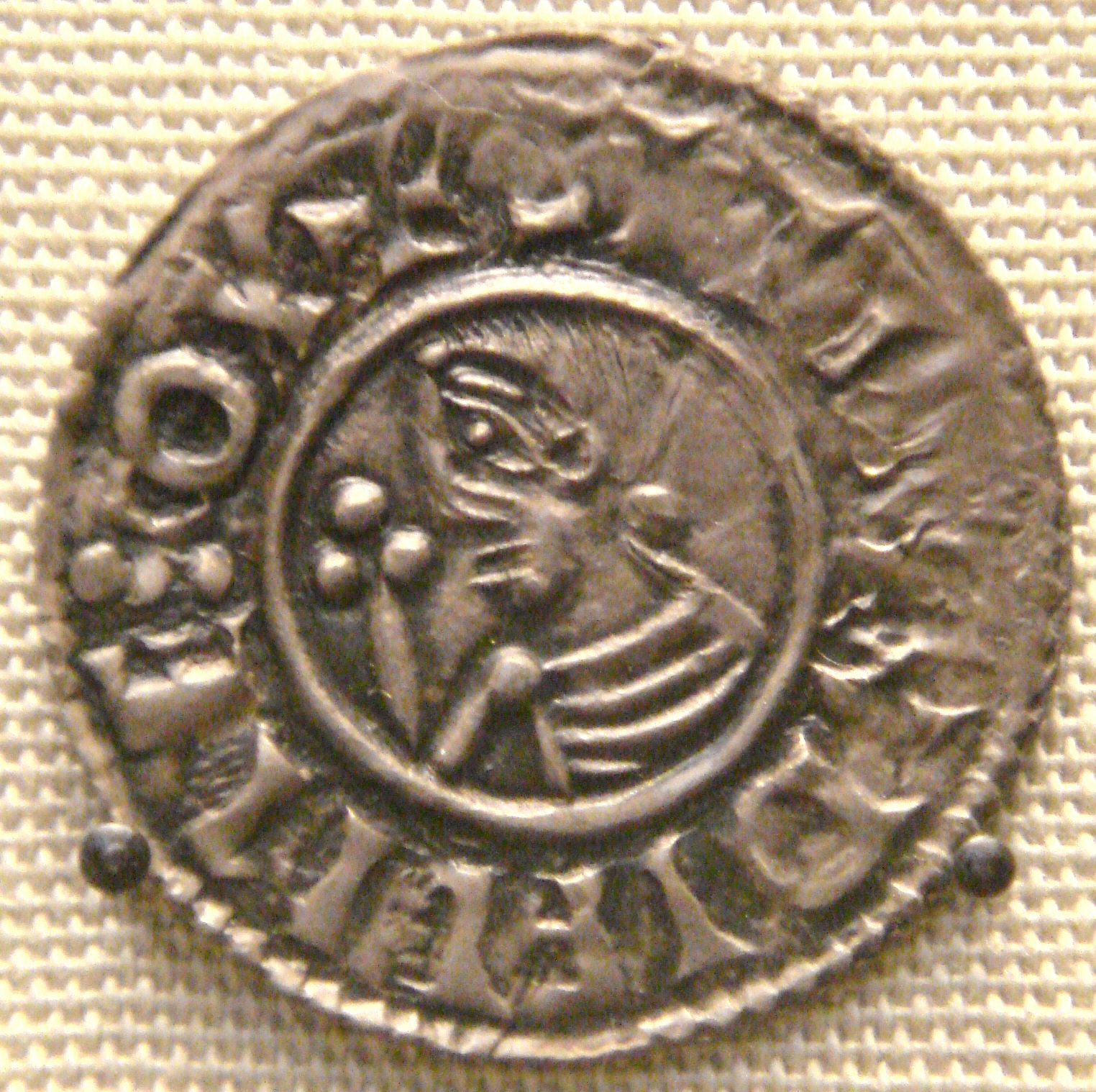
عملة الملك "سيهتريك" من دبلن

إنتجت العملات الأيرلندية النوردية لأول مرة في دبلن حوالي عام 997 تحت سلطة الملك سيتريك سيلكبيرد. كانت العملات الأولى عبارة عن نسخ محلية من إصدارات أثيلريد الثاني ملك إنجلترا، وبما أن العملات الأنجلو ساكسونية في تلك الفترة كانت تغير تصميمها كل ست سنوات، فقد اتبعت عملة سيتريك هذا النمط.
بعد معركة كلونتارف عام 1014، توقف سك العملات الأيرلندية-النورسية عن اتباع هذا النمط، وعادت إلى أحد تصاميمها السابقة - ما يُسمى بنوع "الصليب الطويل". سُكّت عملات بهذا التصميم العام (مع بعض التصاميم الجديدة المُدمجة لفترة وجيزة من إصدارات إنجليزية وأوروبية أخرى) بجودة متناقصة على مدى أكثر من مئة عام. وبحلول نهاية السلسلة، أصبحت العملات غير مقروءة ومتداعية، ورقيقة جدًا بحيث لا تُناسب التداول العملي.
جميع العملات المعدنية المنتجة كانت من فئة البنس. إنتجت في البداية بمعيار البنس (أي بنس واحد أو 1/240 من رطل الفضة) ولكن القطع اللاحقة أصبحت منخفضة القيمة وخفيفة الوزن.

### عملات بارونية من أولستر

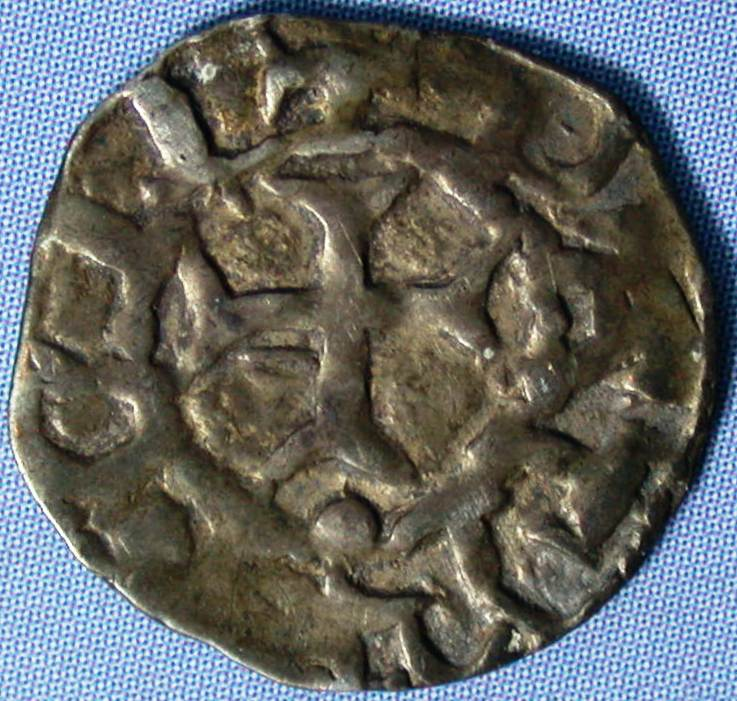
بنس جون دي كورسي، حوالي عام 1190.

إصدرت هذه العملات المعدنية من قبل البارون جون دي كورسي، إيرل أولستر.

### عملة ملكية مطروقة

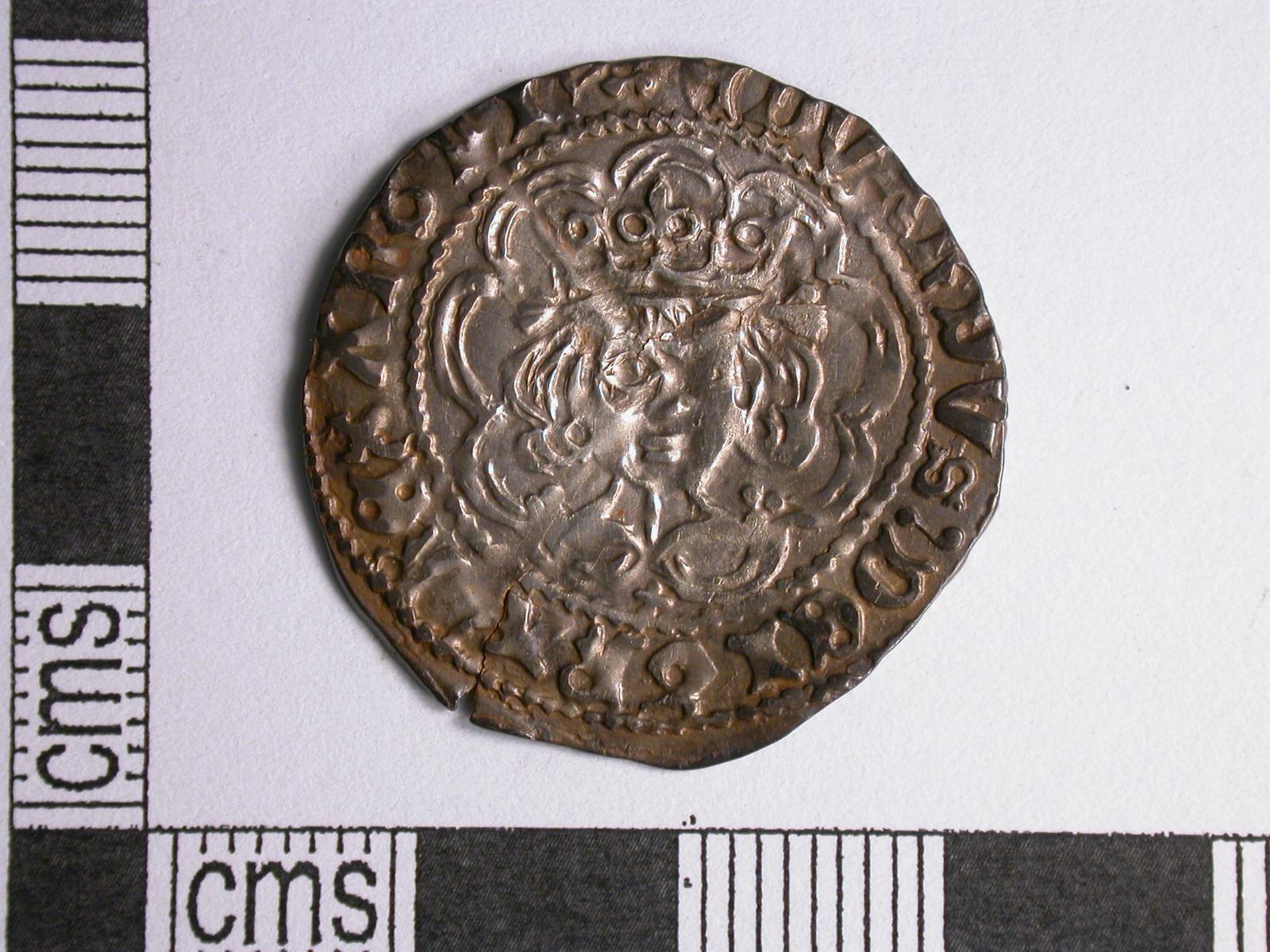
غروت إدوارد الرابع، حوالي 1470-1473.

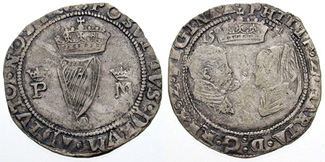
جرة تصور الملك فيليب والملكة ماري

سكت العملات المعدنية التي تلت الغزو النورماندي في الفترة من 1169 إلى 1175 ( الفارذنغ، ونصف البنس، والبنسات) بنفس معايير العملات الإنجليزية. وكان الهدف الرئيسي من هذه العملات هو توفير وسيلة لتصدير الفضة من أيرلندا.
اتبعت القطع النقدية اللاحقة معيار إنجلترا حتى عام 1460، حين طُرح معيار أيرلندي أدنى، بعملات معدنية تزن ثلاثة أرباع نظيراتها الإنجليزية. تزامن ذلك مع طرح فئة أكبر، وهي الغروت (4 بنسات). ثم طُرح نصف الغروت عام 1483. أصدر إدوارد السادس أول شلن أيرلندي بعد تخفيض قيمة العملة في عهد هنري الثامن. قبل عهد الملك هنري الثامن (1509–47)، حملت العملة الأيرلندية لقب "دومينوس هيبرنيا" (أو سيد أيرلندا). وبعد عام 1535، حصل هنري على لقب ملك أيرلندا.
في عام 1561، قدمت إليزابيث الأولى معيارًا أعلى للعملة الفضية لعدة سنوات قبل العودة إلى المعيار الأساسي. كما إدخلت العملات المعدنية النحاسية مثل نصف البنس والبنسات. استأنف إصدار العملات ذات المعايير الأعلى في عهد جيمس الأول، لكن جميع الإصدارات الأيرلندية توقفت في عام 1607. أثناء الحرب الأهلية الإنجليزية، إصدرت عدد من العملات المحلية في أيرلندا.

### العملات الملكية المبكرة المضروبة

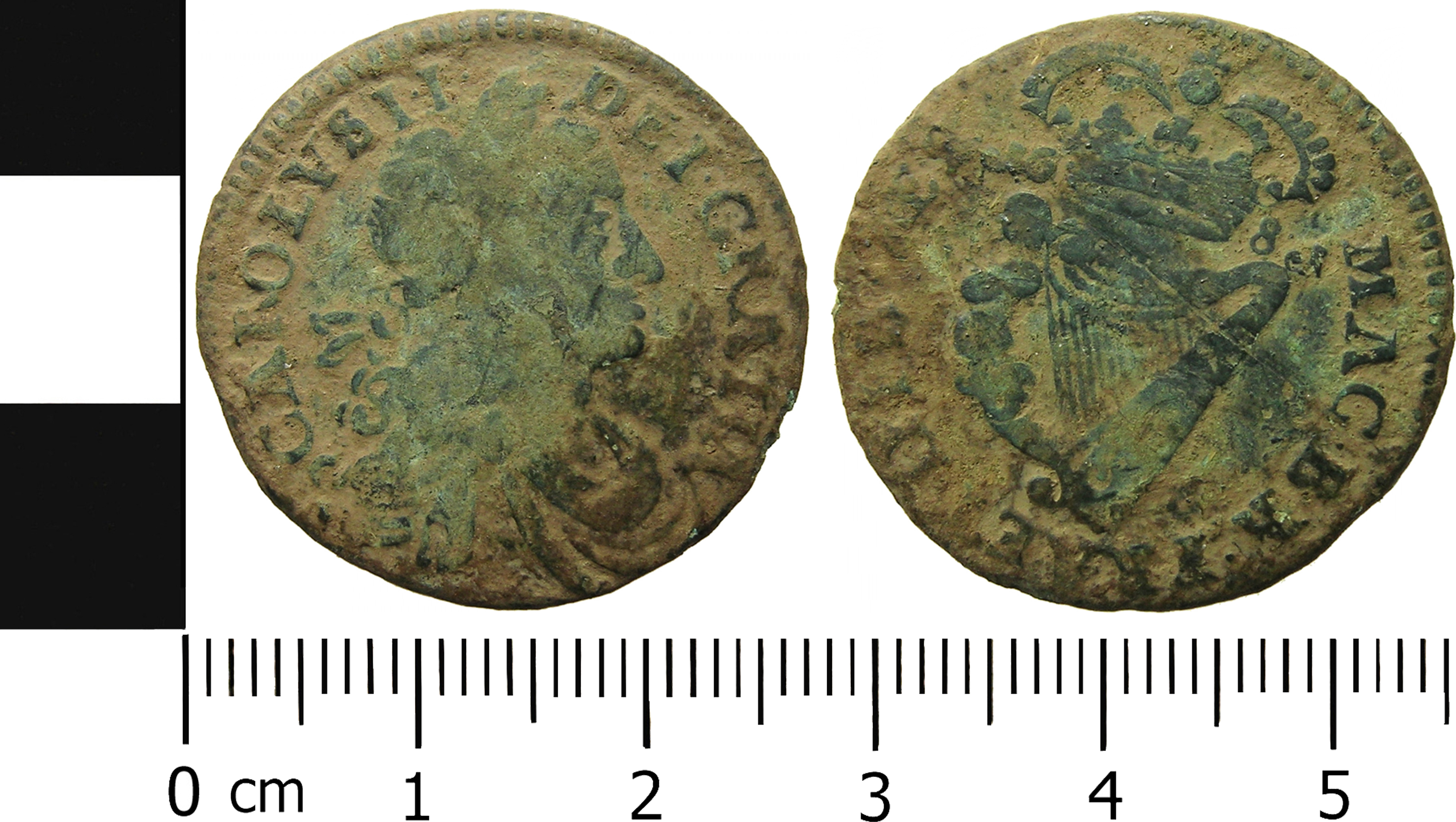
هابيني تشارلز الثاني، 1681.

سك نصف البنس النحاسي بين عامي 1680 و1689، أثناء عهد الملك تشارلز الثاني (1660-1685) والملك جيمس الثاني (1685-1688).

### عملات الحرب الأهلية الأمريكية من عام 1689 إلى عام 1691
سكت هذه العملات المعدنية من قبل الملك المخلوع جيمس الثاني بعد فراره إلى فرنسا. تعتبر هذه العملات فريدة من نوعها لأنها تظهر شهر الإصدار وكذلك السنة. نظرًا لوجود نقص في المعدن المستخدم في سك العملات، صهرت أجراس الكنائس وربما المدافع القديمة، مما أدى إلى ظهور اسم Gun money أو Gunmoney. إعلنت هذه العملات المعدنية غير قانونية بعد انتصار الملك ويليام الثالث في معركة بوين في يوليو 1690.
إصدر إصدار ثانٍ من العملات المعدنية الطارئة، مكون من الفارذنغ ونصف البنس، في عام 1691 لاستخدامها في ليمريك.

### نصف بنس وود

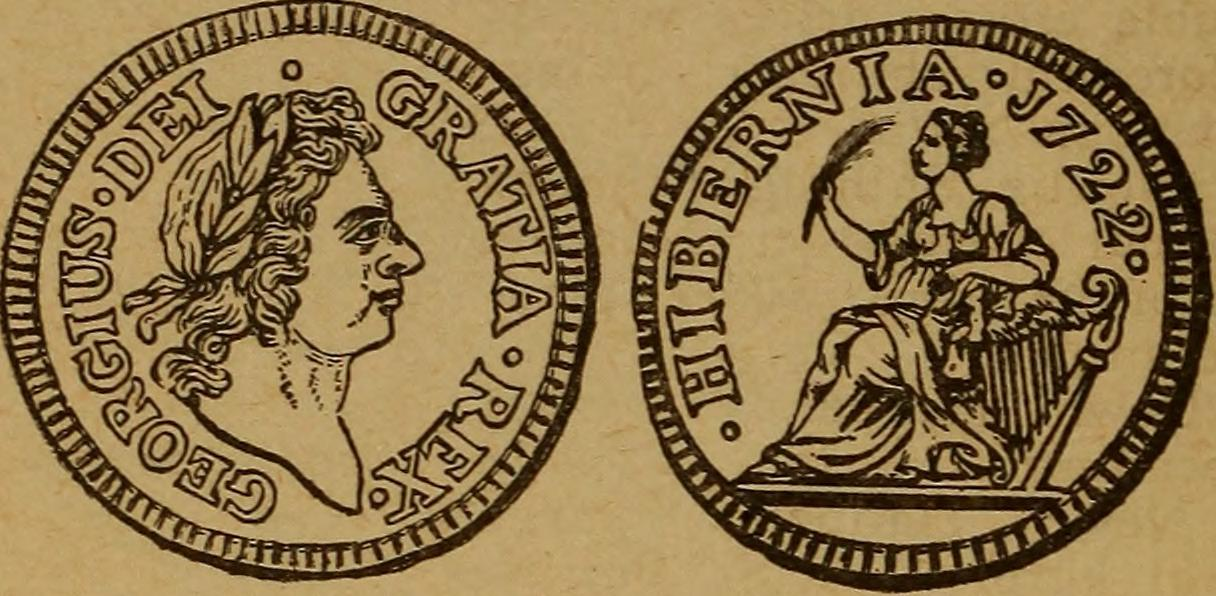
عملة وود نصف بنس، الوجه والظهر.

اعطي تفويض لويليام وود في عام 1722 لإنتاج ما يصل إلى 360 طنًا من العملات المعدنية الصغيرة (نصف البنس والفارذنغ) لأيرلندا بسعر 30 بنسًا للرطل على مدى أربعة عشر عامًا مقابل رسوم سنوية قدرها 800 جنيه إسترليني تدفع للملك. كانت هذه العملات غير شعبية في أيرلندا، ويرجع ذلك إلى حد كبير إلى رسائل درابير المثيرة للجدل التي كتبها جوناثان سويفت، وخسر وود براءته على الرغم من تعويضه بمعاش تقاعدي.

### عملات التاج اللاحقة

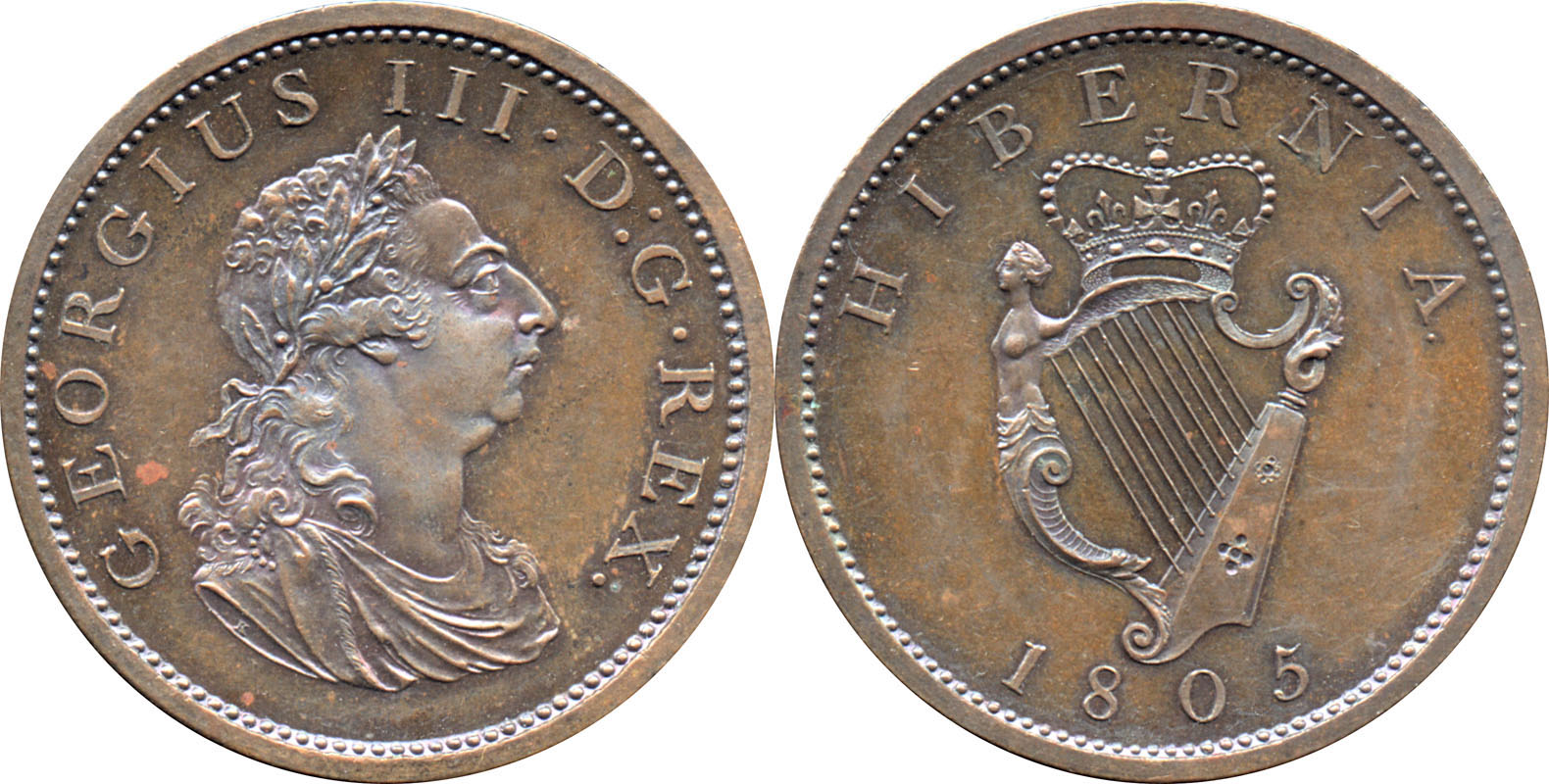
بنس جورج الثالث من عام 1805 مع القيثارة.

بعد نهاية الحرب الأهلية الإنجليزية، استأنف إنتاج العملات المعدنية النحاسية من فئة الفارذنغ والنصف بنسات، وأضيفت إليها العملات المعدنية من فئة البنسات في عام 1805. في عام 1804، قدم بنك أيرلندا عملات فضية بقيمة 6 شلنات والتي كانت بمثابة ضربات زائدة عن الدولار الإسباني. وتبع ذلك إصدار عملات أيرلندية بقيمة 5 و10 و30 بنسًا. سك آخر نصف بنسات وبنسات في عام 1823.
وقد شهد إصدار 1822-1823 آخر ظهور لرمز القيثارة المتوجة، والتي تمثل مملكة أيرلندا. وفي أعقاب ذلك، استخدمت العملة البريطانية القياسية في جميع أنحاء الجزيرة.

### عملات الدولة الأيرلندية بعد عام 1921
بعد المعاهدة الأنجليزية الأيرلندية عام 1921، قامت الدولة الأيرلندية الحرة بتداول عملة وطنية جديدة لأول مرة في عام 1928، تحمل اسم Saorstát Éireann (الدولة الأيرلندية الحرة)، على الرغم من أن العملات البريطانية كانت لا تزال مقبولة في الدولة الحرة بنفس المعدل. في عام 1937، وبعد اعتماد دستور أيرلندا الذي غيّر اسم الدولة الأيرلندية المستقلة، أصبحت العملات المعدنية تحمل علامة Éire، على الرغم من أن الجنيه الأيرلندي ظل مرتبطًا بالجنيه الإسترليني.
وفي عام 1971، قامت أيرلندا والمملكة المتحدة بإلغاء نظام العملة العشرية، واستمر التكافؤ بين العملتين حتى انضمت أيرلندا إلى آلية سعر الصرف الأوروبية في عام 1979. تحدد سعر الصرف بين البونت الأيرلندي والجنيه الإسترليني في 30 مارس 1979. ظلت العملات المعدنية البريطانية الأصغر من فئة 1 بنس و2 بنس قابلة للتبديل بشكل غير رسمي مع العملات المعدنية الأيرلندية حتى قدم اليورو في عام 2002، ويرجع ذلك جزئيًا إلى حجمها وشكلها المتطابقين. اعتمدت أيرلندا اليورو كعملة لها إلى جانب معظم شركائها في الاتحاد الأوروبي في الأول من يناير/كانون الثاني 2002. يحمل الجانب الوطني من عملات اليورو الأيرلندية شعار النبالة لأيرلندا و 12 نجمة للاتحاد الأوروبي وسنة الطباعة والاسم الأيرلندي لأيرلندا، Éire، بالخط الأيرلندي التقليدي. يجري التداول بهذه العملات المعدنية في جميع أنحاء منطقة اليورو.

### عملات أيرلندا الشمالية
استمرت أيرلندا الشمالية في استخدام العملات البريطانية منذ تقسيم أيرلندا. تتميز العملة البريطانية التي تبلغ قيمتها جنيهًا واحدًا بتصميمات مختلفة لتمثيل إنجلترا، واسكتلندا، وويلز، وأيرلندا الشمالية، والمملكة المتحدة ككل. تتضمن القضايا المتعلقة بالأرقام التي تمثل أيرلندا الشمالية ما يلي: عامي 1986 و1991 مع نبات الكتان في التاج؛ عامي 1996 و2001 مع الصليب السلتي والقلادة من كنز برويتر؛ عام 2006 مع القوس المصري لماكنيل؛ عام 2010 مع شعار النبالة لمدينة بلفاست؛ وعام 2014 مع نبات النفل والكتان. ظهرت على عملة معدنية بقيمة جنيهين إسترلينيين عام 2002 علم أيرلندا الشمالية بمناسبة دورة ألعاب الكومنولث لعام 2002.
هذه العملات المعدنية ليست فريدة من نوعها في أيرلندا الشمالية، بل يتداولوا بها في جميع أنحاء المملكة المتحدة ودول منطقة الجنيه الإسترليني الأخرى.
ظهرت صورة ممر العمالقة على عملتين معدنيتين بقيمة خمسة جنيهات إسترلينية في عام 2012؛ وهي عملات تذكارية ونادراً ما يتداولوها.

## روابط خارجية
- موقع العملات الأيرلندية – التاريخ والصور والفهرس.
- عملات أيرلندية مطروقة
- عملات الفارثنج الأنجلو-أيرلندية المطروقة